# Örnsberg (metropolitana di Stoccolma)
Örnsberg è una stazione della metropolitana di Stoccolma.
Si trova nella circoscrizione di Hägersten-Liljeholmen, mentre sulla rete metroviaria locale è posizionata sulla linea rossa T13, fra le stazioni Aspudden e Axelsberg.
La sua apertura avvenne il 5 aprile 1964, data in cui venne ufficialmente aperto il tratto fra Örnsberg e T-Centralen. Fino al 16 maggio 1965 la fermata è stata un capolinea della linea rossa.
I binari e la piattaforma sono ubicati prevalentemente in superficie, mentre l'ingresso è situato in galleria. Ad un'estremità della stazione è infatti presente un tunnel: da questo punto in poi la tratta diventa sotterranea in direzione nord-est, mentre si è in superficie viaggiando in direzione sud-ovest.
Nel 2009 l'utilizzo medio quotidiano della stazione è stato pari a 3.000 persone circa.

## Tempi di percorrenza
| Linea | Capolinea | Tempo  | Stazione                                                  | Tempo                      |
| T13   | Ropsten   | 22 min | Liljeholmen Slussen Gamla stan T-Centralen Östermalmstorg | 4 min 10 min 12 min 16 min |
| T13   | Norsborg  | 22 min | Liljeholmen Slussen Gamla stan T-Centralen Östermalmstorg | 4 min 10 min 12 min 16 min |